# Obogeni, Vâlcea
Obogeni este un sat în comuna Stoilești din județul Vâlcea, Muntenia, România. Se află în partea de SE a județului, în Podișul Cotmeana. Pe treitoriul satului se află o biserică de lemn, datată 1830, monument istoric. La recensământul din 2002 localitatea avea 206 locuitori.